# Nilufar Ermaganbetova
Nilufar Ermaganbetova (22 de marzo de 2001) es una deportista uzbeka que compite en judo. Ganó dos medallas de bronce en el Campeonato Asiático de Judo, en los años 2021 y 2022.

## Palmarés internacional
| Campeonato Asiático | Campeonato Asiático    | Campeonato Asiático | Campeonato Asiático |
| Año                 | Lugar                  | Medalla             | Categoría           |
| ------------------- | ---------------------- | ------------------- | ------------------- |
| 2021                | Biskek (Kirguistán)    | Medalla de bronce   | –57 kg              |
| 2022                | Nursultán (Kazajistán) | Medalla de bronce   | –57 kg              |